# ادیفسیو اریزتیا
ادیفسیو اریزتیا (به اسپانیایی: Edificio Ariztía) یک سازه (ساختمان) و ساختمان در شیلی است که در Santiago واقع شده‌است.